# Джо Дефур
Джо Дефур (англ. Joe DeFoor; нар. 2 лютого 1963) — колишній американський тенісист.
Найвищу одиночну позицію світового рейтингу — 437 місце досяг 23 березня 1987, парну — 223 місце — 7 листопада 1988 року.

## Фінали ATP Челленджер

### Парний розряд: 1 (1–0)
| Результат | Дата     | Турнір            | Покриття | Партнер           | Суперники                | Рахунок  |
| --------- | -------- | ----------------- | -------- | ----------------- | ------------------------ | -------- |
| Перемога  | Жов 1988 | Коквітлам, Канада | Тверде   | Брюс Ман-Сон-Хінґ | Джуліан Барам Пітер Райт | 7–6, 7–6 |